# Muara Sindang (Pasma Air Keruh)
Muara Sindang is een bestuurslaag in het regentschap Empat Lawang van de provincie Zuid-Sumatra, Indonesië. Muara Sindang telt 1063 inwoners (volkstelling 2010).